# André Blondeau
Pour les articles homonymes, voir Blondeau.
André Blondeau, né le 25 octobre 1911 à Coulonges (Vienne) et mort le 13 mai 1996 à Châteauroux (Indre), est un homme politique français.

## Biographie
Issu d'une famille d'artisans, André Blondeau quitte l'école à l'âge de 16 ans pour entrer en apprentissage dans la mécanique automobile. À partir de 1931, il travaille à Chauvigny, où il s'engage dans le syndicalisme, devenant secrétaire du syndicat local CGT des métaux. Cette activité militante lui vaut d'être licencié de son entreprise en octobre 1936. La même mésaventure lui arrive à Poitiers quelques mois plus tard, avant de trouver une place plus stable dans l'entreprise aéronautique Bloch de Châteauroux-Déols.
Toujours très investi dans le syndicalisme, il devient secrétaire du syndicat départemental des métaux CGT de l'Indre, en 1937, et membre du bureau de l'union départementale de cette confédération.
En novembre 1938, après une grève, il est encore licencié.
Mobilisé en 1939, il est, compte tenu de ses compétences, affecté dans une usine aéronautique de Rochefort-sur-Mer, avant d'être versé en avril 1940 dans un bataillon de l'Air stationné à Tours. Rendu à la vie civile au milieu de l'été, il retrouve l'usine de Rochefort, où il est contremaître. Sa ligne de production étant destinée à la fabrication d'avions militaires allemands, il mène des actions de freinage de la production. Malgré une perquisition chez lui en septembre 1942, aucune preuve n'est trouvé de ses liens avec la résistance. Cependant, il entre dans la clandestinité trois mois plus tard, et devient agent de liaison du Front national, avant de participer, dès le débarquement, aux actions militaires, comme officier des Forces françaises de l'Intérieur. C'est pendant l'été 1944 qu'il adhère au Parti communiste.
Capitaine FFI à la Libération, affecté à l'Etat-Major de Poitiers, il est ensuite décoré de la croix du combattant et de la croix du combattant volontaire de la résistance.
Réintégré à l'usine de  Châteauroux-Déols, il retrouve ses responsabilités syndicales, et s'investit, à partir de 1946, dans l'administrateur des caisses de sécurité sociale. Il sera, en 1955, président de la caisse d'allocation familiale de l'Indre.
En 1949, sa participation à une grève lui vaut à nouveau d'être licencié. Il devient alors « semi permanent » du PCF, en prenant la direction de l'imprimerie du journal La Marseillaise-L'écho du Centre.
En 1956, il est placé en deuxième position sur la liste communiste de l'Indre pour les élections législatives, derrière Georges Pirot, qui arrive en tête. André Blondeau est donc élu député.
A l'assemblée, ses interventions les plus marquantes concerne le développement aéronautique, et notamment la Caravelle, et l'opposition à la présence de troupes américaines sur le sol français dans le cadre de l'OTAN.
A la fin de l'année 1956, il est élu conseiller municipal de Châteauroux, mais ne sera pas réélu en 1959.
En 1958, il est battu aux législatives. Il est de nouveau candidat, toujours sous l'étiquette PCF, en 1967 et 1968, mais en vain.

## Détail des fonctions et des mandats
Mandat parlementaire
- 2 janvier 1956 - 8 décembre 1958 : Député de l'Indre